# Nilda Mabel Carrizo
Nilda Mabel Carrizo (Buenos Aires, 13 de enero de 1979) es una docente y política argentina del Partido Justicialista, que se desempeñó como diputada nacional por la provincia de Tucumán desde 2019 al 2023, con un mandato previo entre 2013 y 2017.

## Biografía
Nació en 1979 en Buenos Aires. Estudió para ser maestra de primaria en el Instituto de Enseñanza Superior en Famaillá (provincia de Tucumán).
Su carrera política comenzó como activista en La Cámpora. También fue miembro del consejo juvenil del Partido Justicialista. Antes de ser elegida para el cargo, fue trabajadora administrativa en la Superintendencia de Riesgo del Trabajo (SRT).
En las elecciones legislativas de 2013, se postuló en la lista del Frente para la Victoria en Tucumán como la tercera candidata a diputada nacional, detrás del (entonces) ministro de Salud Juan Luis Manzur y Osvaldo Jaldo. La lista recibió el 46,94% de los votos, no siendo suficiente para que Carrizo superara el recorte del sistema D'Hondt. Sin embargo, Manzur nunca asumió el cargo, ya que permaneció como ministro de Salud y Carrizo prestó juramento como diputada en su lugar. Su mandato finalizó en 2017 y no se presentó a la reelección.
Se postularía nuevamente en las elecciones legislativas de 2019, como la segunda candidata en la lista del Frente de Todos, detrás de Mario Leito. La lista recibió el 51,9% de los votos y resultaron elegidos tanto Leito como Carrizo.
Se desempeñó como secretaria de la comisión de Deportes e integra como vocal las comisiones de Previsión y Seguridad Social; de Familia, Niñez y Juventudes; de Educación; de las Personas Mayores; de Ciencia, Tecnología e Innovación Productiva; y de Acción Social y Salud Pública. Votó a favor del proyecto de ley de Interrupción Voluntaria del Embarazo de 2020, que legalizó el aborto en Argentina.